# Линников, Георгий Кириллович
Георгий Кириллович Линников (23.04.1903—19??) — передовик советского сельского хозяйства, бригадир тракторно-полеводческой бригады Бидаикского совхоза Кзылтуского района Кокчетавской области Казахской ССР. Участник Великой Отечественной войны. Герой Социалистического Труда (1957).

## Биография
Родился 23 апреля 1903 года в станице Гиагинской Майкопского отдела Кубанской области (ныне — Гиагинский район Республики Адыгея) в семье казака 2-го Кубанского пластунского батальона,Линника Кирилла Матвеевича. Русский.
В 1928 году, в разгар коллективизации, был избран председателем сельхозартели «Заря» в станице Гиагинской. С 1929 года — тракторист, бригадир, затем механик Гиагинской машинно-тракторной станции (МТС).

### На фронтах Великой Отечественной войны
В армию призван в 1941 году Гиагинским РВК Краснодарского края. Участник обороны Кавказа в составе 36-го гвардейского полка 14-й гвардейской стрелковой дивизии.

### После войны
В 1954 году, уже будучи опытным механизатором, прибыл среди первых новосёлов на освоение целины в Казахскую ССР. Получил путёвку в Бидаикский совхоз Кзылтуского района Кокчетавской области в селе Бидаик. Здесь ему поручили возглавить тракторно-полеводческую бригаду. С первых дней работы в Бидаикском совхозе показал себя не только отменным знатоком техники, но и хорошим организатором и руководителем, требовательным к себе и товарищам по работе. Закреплённая за ним техника всегда содержалась в образцовом порядке, а бригада из года в год добивалась высоких производственных показателей, завоёвывая первенство в социалистическом соревновании механизаторов всего района.
Бригада Линникова досрочно выполнила план подъёма целины в 1954 году и тем самым заложила фундамент первого целинного урожая 1955 года. Невзирая на сильную засуху, даже в тот трудный год они собрали в среднем по 10,4 центнера с гектара на площади 3188 гектаров. Следующий, 1956 год оказался ещё более результативным: на площади 3500 гектаров средний урожай зерновых культур составил более 19 центнеров.
Указом Президиума Верховного Совета СССР от 11 января 1957 года за особо выдающиеся успехи, достигнутые в работе по освоению целинных и залежных земель, и получение высокого урожая Линникову Георгию Кирилловичу присвоено звание Героя Социалистического Труда с вручением ордена Ленина и золотой медали «Серп и Молот».
Возглавляемая им бригада, творчески применяя комплекс агротехнических мероприятий, соответствующих природно-климатическим условиям хозяйства, и высокопроизводительно используя технику, и дальше много лет получала высокие урожаи хлеба. На протяжении четырёх лет Г. К. Линников являлся участником Всесоюзной сельскохозяйственной выставки (ВСХВ), где отмечался медалями. Неоднократно награждался ценными подарками и почётными грамотами.
В 1966 году вышел на пенсию и выехал за пределы Кокчетавской области. Дальнейшая судьба неизвестна.

## Награды
- Медаль «Серп и Молот» (Медаль № 7290)(1957);
- Орден Ленина № 299444 (1957)
- Медаль «За оборону Кавказа»
- Медаль «В ознаменование 100-летия со дня рождения Владимира Ильича Ленина» (6 апреля 1970)
- Медаль «За победу над Германией в Великой Отечественной войне 1941—1945 гг.» (9 мая 1945[3])
- Юбилейная медаль «Двадцать лет Победы в Великой Отечественной войне 1941—1945 гг.» (7 мая 1965[4])
- Юбилейная медаль «Тридцать лет Победы в Великой Отечественной войне 1941—1945 гг.»[5]

## Память

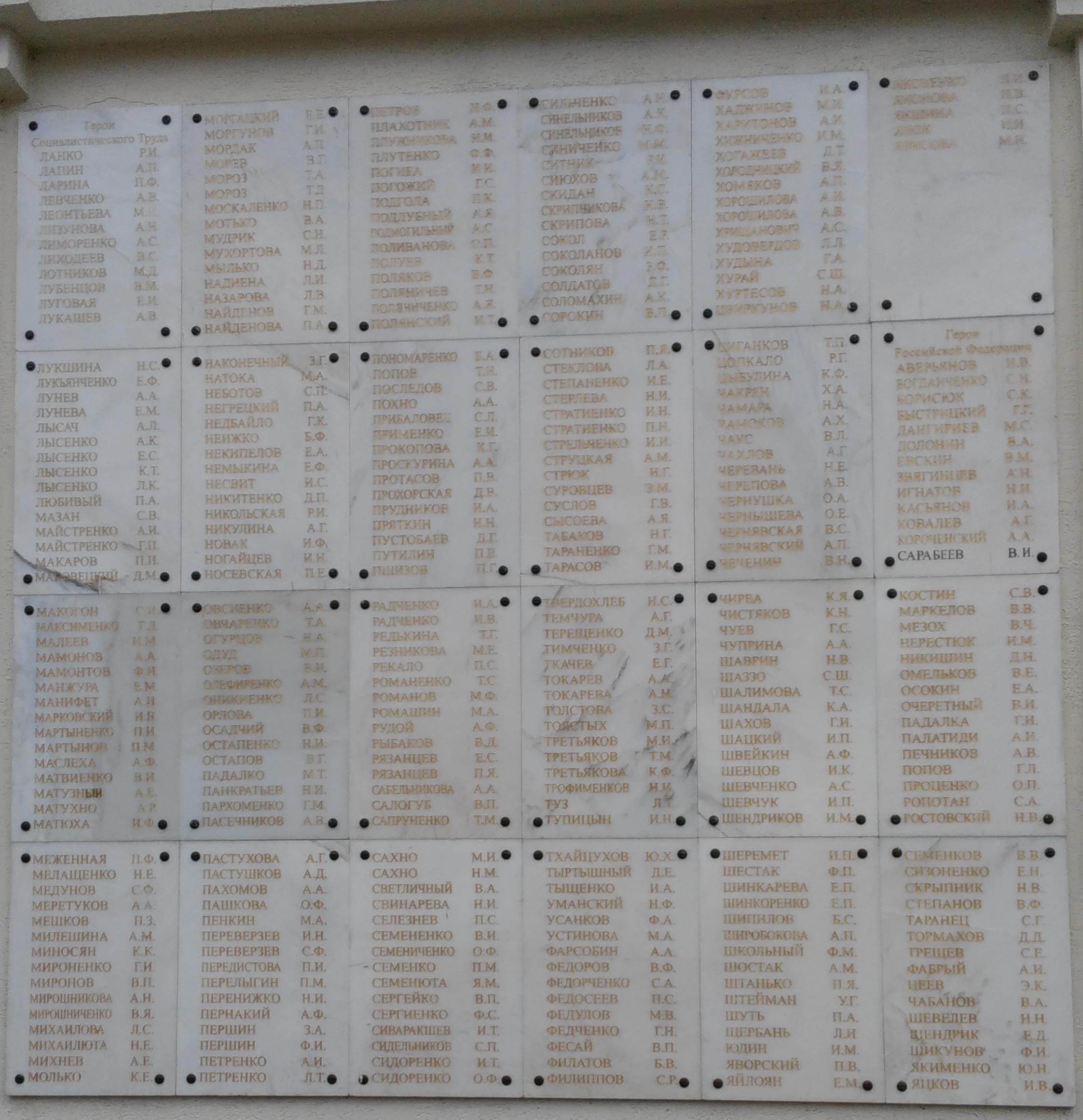
Мемориальная доска с именами Героев Социалистического Труда Кубани и Адыгеи. Краснодар 2017

- На могиле установлен надгробный памятник.